# 滑嘴犀鵑
滑嘴犀鵑（学名：Crotophaga ani），又名光嘴犀鵑或平嘴犀鵑，是一種大型杜鵑科鳥類，廣泛分布於加勒比地區至南美洲中部的大廈谷草原一帶，目前沒有已知的亞種。

## 學名釋義
滑嘴犀鵑的種名「ani」係來自現今已絕跡的圖皮語，是18世紀以前南美東部的圖皮人對這種鳥類的稱呼。在信史上，這名稱最早出現在1648年成書的著作《巴西自然史》（Historia naturalis Brasiliae）。該書是史上首部有系統的，且科學的記錄巴西生物相的典籍，是德國博物學家 George Marcgrave 在巴西的考察結果。書中提到「Ani」這種鳥的雙翅、喙部、眼睛、雙腳都是黑色的，尾羽相當長。有四隻腳趾，其中兩隻向前，另外兩隻向後。會大聲發出「yiiiiy」般的升降單音叫聲。

## 辨識特徵
本種屬大型鳥類，但在犀鵑家族中仍屬中等（體型略大於溝嘴犀鵑但遠小於大犀鵑），全長約30至36公分（12至14英寸），翼展長度43至46公分（17至18英寸）；雄鳥體重88至222公克，雌鳥76至112公克。滑嘴犀鵑的雄鳥和雌鳥外型大致相同；成鳥羽色全黑具光澤，尾羽長約17.2公分，呈長扇形，喙部寬大而前端略為下彎，頂部明顯隆起，形成一道脊梁般的突起物。虹膜呈黑色或棕色。

### 叫聲
不同的文獻對於滑嘴犀鵑的叫聲有不同的描述，像是「ah-nee」、「ooo-leeek」、「oueee」，但都指出牠們的聲音非常獨特且極其尖銳，短而急促的鳴叫一至四次，如同吹哨子一般。多在起飛或警告同伴時才會鳴叫，尤其在警告同伴時更會持續到警戒目標（特別是人類）離開為止。

## 分布地區
分布範圍極廣，北起佛羅里達南部，經巴哈馬群島、西印度群島、巴拿馬地峽，延伸至南美洲及加拉巴哥群島，最南端至巴西南部的彭巴草原和阿根廷北部的大廈谷平原。滑嘴犀鵑沒有遷徙的習性，在其分布區內是很常見的留鳥。

## 棲地環境
滑嘴犀鵑喜好群居，尤其在繁殖期更有多達17隻的群體記錄。和其他犀鵑一樣，本種也屬於樹棲性鳥類。棲息地從濕潤到半乾旱氣候都包含在內，如次生灌木叢、潮濕多霧的森林空地、河中小島、牧場、農田、鄉間道路、荒棄的空地等空曠而開闊的地域都可作為牠們的棲息環境。

## 生活習性
滑嘴犀鵑不善飛行，但對趾足構造很適於行走和奔跑，因此多在地面上覓食。滑嘴犀鵑的食物很多，從白蟻、螳螂、小型甲蟲（螢火蟲、象鼻蟲等）、蝗蟲、蜘蛛、蜈蚣，到大型昆蟲、小型爬蟲類與青蛙，甚至是其他種鳥類的雛鳥，當缺少以上的食物來源時，牠們也會取食植物的果實（垂花琴木、柑橘屬、烏蘞莓屬等）或是種子。偶爾牠們也會吃掉牲畜身上的蜱、蟎等等的寄生蟲，因此常可在農耕地附近見到牠們。